# Klinisch dood
Iemand wordt klinisch dood genoemd, wanneer hij of zij geen waarneembare tekenen van leven meer vertoont: met name geen hartslag, geen ademhaling en geen bewustzijn. Iemand zonder hartslag verliest binnen enkele seconden het bewustzijn en loopt binnen vier tot zes minuten onomkeerbare schade aan de hersenen op. Iemand in deze toestand moet, zolang het nog niet zeker dat iemand dood is, dus zolang de mogelijkheid nog bestaat dat hij kan worden opgewekt, worden gereanimeerd. Het lukt binnen deze enkele minuten soms door reanimatie om de hartslag weer op gang te helpen voordat de dood intreedt. In geval van hypothermie treedt de schade later op en is de overlevingskans groter.
Klinisch dood is daarmee geneeskundig bezien een toestand van bewusteloosheid waarbij zeer snel moet worden beslist of met reanimatie moet worden begonnen en als die beslissing valt moet dit ook meteen gebeuren. Wanneer van iemand de hersenen op geen enkele manier meer functioneren en onherstelbaar zijn beschadigd spreekt men van hersendood. Klinisch dood en hersendood moeten niet met elkaar worden verward.